# عدد لیوویل
در نظریه اعداد، عدد لیوویل (انگلیسی: Liouville number) یک عدد حقیقی x با این ویژگی است که به ازای هر عدد صحیح n، اعداد صحیح p و q وجود دارند به شکلی که q> 1 و:
{\displaystyle 0<\left|x-{\frac {p}{q}}\right|<{\frac {1}{q^{n}}}.}
عدد لیوویل را می‌توان به نسبت دقیقی با استفاده از دنباله از اعداد گویا تقریب زد. در ۱۸۴۴، ژوزف لیوویل ثابت کرد که همهٔ اعداد لیوویل اعداد متعالی هستند و اینگونه برای بار اول وجود اعداد متعالی را نشان داد.